# Supreme Warrior
Supreme Warrior est un jeu vidéo d'action en full motion video sorti en 1994 sur 3DO, 32X et Mega-CD ; puis, en 1996 sur Microsoft Windows et Mac OS X. Le jeu a été développé et édité par Digital Pictures.